# 埃尔德里奇 (阿拉巴马州)
埃尔德里奇（英文：Eldridge），是美国阿拉巴马州下属的一座城市。面积约为0.7平方英里（约合1.81平方公里）。根据2010年美国人口普查，该市有人口130人，人口密度为185.71/平方英里（约合71.82/平方公里）。